# Хатиора солеросовая
Хатиора солеросовая, или Хатиора солеросовидная, или Хатиора солянковидная (лат. Hatiora salicornioides) — эпифитный кактус, один из семи видов рода Хатиора (Hatiora), типовой вид этого рода. Естественный ареал вида — тропические леса Бразилии.

## Название
Вид получил своё название за сходство побегов с растениями из рода Солерос (Salicornia) семейства Амарантовые.
В синонимику вида входят следующие названия:
- Rhipsalis salicornioides Haw. (1819)[3] — Рипсалис солеросовый, или Рипсалис солеросовидный, или Рипсалис солянковидный
- Cactus salicornioides (Haw.) Link & Otto (1822)[4] — Кактус солеросовый, или Кактус солеросовидный, или Кактус солянковидный
- Cactus lyratus
- Rhipsalis bambusoides
- Rhipsalis villigera
- Hariota bambusoides
- Hariota villigera
- Hatiora bambusoides
- Hatiora cylindrica — Хатиора цилиндрическая

В английском языке имеется множество общеупотребительных названий для этого растения: Dancing Bones Cactus («кактус — танцующие кости»), Drunkard’s Dream («мечта пьяницы»), Spice Cactus.

## Биологическое описание
Кустообразное растение, в высоту и ширину достигающее примерно 40 см. Побеги слабые, на срезе круглые (у всех других видов хатиоры побеги более или менее плоские), тонкие (не превышают в диаметре нескольких миллиметров), состоят из кеглеобразных сегментов (члеников). Цветки жёлтые или оранжевые, распускаются на утолщённых кончиках побегов. Время цветения — зима, весна. Плод — ягода.
Популярное комнатное растение, используется в том числе как ампельное. В жаркий период растение требует обильного полива, в холодный период полив следует существенно сократить. Допустима обрезка. Размножение — семенами или черенками. Зоны морозостойкости — от 10 до 12.
|                                                                                                  |  |  |
| Hatiora salicornioides: общий вид взрослого растения; растение с бутонами; цветок крупным планом |  |  |